# 武田信友
參數所指定的目標頁面不存在，建議更正成存在頁面或直接建立下列一個頁面（建立前請先搜尋是否有合適的存在頁面可以取代）：
- 勝沼信友

武田信友（生年不詳－1582年3月30日）是日本戰國時代武將。父親是武田信虎。

## 生平
生年不明，通説是父親信虎被嫡男晴信從甲斐流放到駿河並留在今川氏之下後，在駿河出生的第11個兒子，被推測至少是在天文10年（1541年）以後出生。不過亦有說法認為，與系圖上早死的「武田信基」是同一人物，如此則是信廉的哥哥，出生時期則變成在信虎被流放到駿河以前。
武田氏在信虎時期開始與今川氏建立親戚關係，而在晴信時期因為甲相駿三國同盟，雙方的同盟關係得到強化。信友沒有進入甲斐，而是在信虎在駿河被流放前，加入今川家臣團，仕於今川義元和氏真。義元在桶狹間之戰時戰死後，武田氏的外交方針轉為南進，與葛山氏元和瀨名信實一同負責向兄長信玄傳達今川氏內情，在信虎被氏真從駿河流放後，信友前往甲斐投靠兄長。永祿11年（1568年）12月，呼應駿河侵攻。元龜元年（1570年），自稱上野介。
在武田氏支配駿河後，被任命支配駿府城，在信玄死後仕於武田勝賴。長篠之戰後隱居（『甲亂記』）。天正10年（1582年）2月，織田信長開始甲州征伐，信長的嫡男信忠在佔領甲府後，信友亦被捕縛，在3月7日於相川河原被處刑（『信長公記』）。
還有，阿波武田氏一族的武田信顯亦自稱武田上野介，因為有說法指出此人是信虎被流放後所生的兒子，所以信顯亦可能與信友是同一人物。